# 金子辰太郎

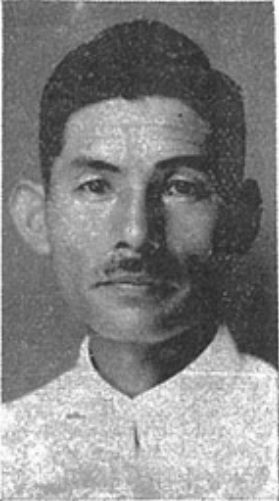
金子辰太郎

金子 辰太郎（かねこ しんたろう、1904年（明治37年）1月3日 - 1978年（昭和53年）12月8日は、昭和時代前期の台湾総督府官僚。

## 経歴・人物
新潟県中頸城郡新井町小出雲（現：妙高市小出雲）に生まれる。浦和高等学校を卒業。1926年（大正15年）京都帝国大学法学部に入学し、在学中の1927年（昭和2年）12月に高等試験行政科に合格。1928年（昭和3年）3月、同大を卒業し、台湾総督府文教局社会課に奉職する。1943年（昭和18年）には勲五等瑞宝章を受章した。
ついで高雄州警務課長、花蓮港庁庶務課長、台北州新荘郡守、台南州勧業課長を歴任した。

## 戦後の経歴
昭和20年（1945年）に内務省を退官後、首都道路建設株式会社、埼玉道路株式会社、金子ビルディング株式会社を経営。

## 家族
妻・麗子、長女・靖子